# Darini
Els darini (grec Δαρῖνοι) -el nom grec varia en alguns manuscrits: Darnii [Δάρνιοι]- eren un grup tribal de l'antiga Irlanda coneguts per un únic esment del geògraf Claudi Ptolemeu, que van habitar al sud del comtat d'Antrim i al nord del comtat de Down. Llur nom implica una descendència d'un altre poble antic anomenat Dáire (*Dārios), com ho testimonien força pobles històrics, inclosos els Dál Riata i Dál Fiatach en la mateixa àrea a l'est de l'Ulster, així com els Érainn (Iverni) de Munster.
Un nom antic per a Dundrum al comtat de Down, apareix a Dún Droma Dáirine, i amb el nom Dáirine es coneix la dinastia Érainn del regne de Corcu Loígde (com a descendents de Dáire Doimthech), cosa que suggereix certa relació entre els Darini i els Iverni (cal ressaltar que Dáirine es pot referir algunes vegades a les disnaties denominades Érainn en el seu conjunt i no sols per Corcu Loídge i correlatives a Munster).

## Etimologia
El cognitiu Dari(o) ("agitació, tumult, ràbia") és una forma àmpliament citada en el gal, especialment com a nom per a persones. Un exemple en gal·lès és cynddaredd ("ràbia"). Per tant, els Darini van haver de ser considerats un poble "de gran violència", o descendents del "déu tumultuós". Amb el temps, no obstant això, el nom personal Dáire evolucionaria en el seu significat com "amb sots" o ("acaloradament violent") "fructuós", aparentment mantenint el significat de "ràbia bestial".

## Mitologia
Cú Roí mac Dáire és un déu o rei de Munster que apareix freqüentment en el cicle d'Ulster de la mitologia irlandesa, possiblement reflectint records dels darini prehistòrics quan el seu poder era gran a Irlanda. Els Dál Fiatach d'Ulster van proclamar més tard ser descendents del (probablement diví) clan Clanna Dedad, més tard associat a ambdues províncies, encara que aparentment en contradicció a la seva descendència dels mateixos Ulaid o Voluntii, fins a recordar que els Darini i Voluntii van viure en zones adjacents en la Irlanda de Ptolemeu i no hi havia dubte de nexes antics entre ells. El pare de Cú Roí era Dáire mac Dedad. Clanna Dedad va prendre el seu nom del seu avi, Dedu mac Sin.
El llegendari Conaire Mór, ancestre dels Síl Conairi, o Dál Riata, Múscraige, Corco Duibne, i Corca Baiscinn, deien descendir de Íar mac Dedad, germà de Dáire. És simplement una altra variant de l'arrel present en els Iverni/Érainn. Finalment, el nom Íth, donat en genealogies com a últims ancestres de Corcu Loígde (Dáirine), ofereix certa confusió sobre el seu parentiu i relació amb els Iverni, de fet conserva la mateixa arrel indoeuropea *peiH- ("engreixar, onatge"), per tant completen, en efecte, una visió bàsica dels Darini/Dáirine i el seu parentiu en el futur històric irlandès.

## Descendents moderns
Sumat a clans escocesos, així com a la família reial britànica (per la casa de Dunkeld), cal ressaltar vincles irlandesos a les províncies d'Ulster i Munster, traçant els seus orígens entre els Darini/Dáirine molt propers a ells, inclosos Haughey/Hoey de Dál Fiatach, Óengus Bolg/O'Driscoll i O'Leary de Corcu Loígde.
A Gran Bretanya, la casa de Neville proclama parentiu amb la Casa de Dunkeld i, per tant, descendència de Cenél nGabráin de Dál Riata. El Clan MacKenzie i el Clan Maclean estan entre els que proclamen parentiu del seu rival Cenél Loairn.